# Masumi Aoki
Pour les articles homonymes, voir Aoki.
Masumi Aoki (青木益未, Aoki Masumi), née le 16 avril 1994 à Okayama, est une athlète japonaise spécialiste du sprint et des courses de haies.

## Carrière
En 2020, elle représente le Japon aux Jeux olympiques où elle concoure sur le 100 m haies mais ne dépasse pas le stade des séries. Courant dans la troisième série, elle termine 7e de celle-ci en 13 s 59.

## Palmarès
| Date | Compétition                  | Lieu     | Place | Course                  | Temps   |
| ---- | ---------------------------- | -------- | ----- | ----------------------- | ------- |
| 2014 | Jeux asiatiques              | Incheon  | 3e    | 4 x 100 m               | 44 s 05 |
| 2016 | Championnats d'Asie en salle | Doha     | 4e    | 60 m haies              | 8 s 36  |
| 2018 | Jeux asiatiques              | Jakarta  | 5e    | 100 m haies             | 16 s 63 |
| 2018 | Jeux asiatiques              | Jakarta  | 5e    | 4 x 100 m               | 44 s 93 |
| 2019 | Championnats d'Asie          | Doha     | 3e    | 100 m haies             | 13 s 28 |
| 2019 | Relais mondiaux              | Yokohama | 2e    | Relais de haies navette | 55 s 59 |
| 2020 | Championnats d'Asie en salle | Astana   | 1re   | 60 m haies              | 8 s 01  |
| 2023 | Championnats d'Asie          | Bangkok  | 2e    | 100 m haies             | 13 s 12 |